# گروه کنکورد میوزیک
گروه کنکورد میوزیک (انگلیسی: Concord Music Group) شرکت نشر موسیقی آمریکایی است، که در سال ۱۹۷۳ تأسیس شد.